# Ultra Girl
Suzanna Sherman, alias Ultra Girl est une super-héroïne évoluant dans l'univers Marvel de la maison d'édition Marvel Comics. Créée par la scénariste Barbara Kesel et le dessinateur Leonard Kirk, le personnage de fiction apparaît pour la première fois dans le comic book Ultragirl #1 en 1996.
Après avoir eu une mini-série à son nom en trois numéros, le personnage rejoint l'équipe des New Warriors.

## Biographie du personnage
Jeune mannequin, Suzanna Sherman commence à développer des muscles sans faire d'efforts et subit une deuxième croissance. Après une audition, elle est attaquée par une Sentinelle égarée, la détectant comme une mutante. Elle est ensuite interviewée par la presse et se surnomme Ultra Girl.
Populaire, la jeune fille est approchée par des marques publicitaires. Elle s'allie ensuite aux New Warriors contre le super-vilain Effex,,.
Elle découvre par la suite que sa meilleure amie Amber est en fait un agent Kree, Ambra, de même que beaucoup de ses connaissances. Elle se révèle être aussi une Kree dont le véritable nom est Tsu-Zana. Les Kree la considère comme une messie censée restaurer la gloire de la race mais elle refuse toutefois d'arrêter sa carrière de super-héroïne.
Elle participe au Projet Initiative puis le quitte pour rejoindre d'anciens New Warriors dirigés par Justice qui résiste au régime mis en place par Norman Osborn.
Lorsque Ultra Girl est contactée pour faire partie de la Nouvelle Initiative mené par Ritchie Gilmore / Prodigy, elle accepte et rejoint la nouvelle équipe composée de Cloud 9, Hardball, Komodo, Thor Girl, Gravity et Firestar. L'équipe enquête sur les marteaux tombés du ciel et qui transforment ceux qui s'en emparent,,.

## Pouvoirs et capacités
Ultra Girl possède une force et une résistance surhumaine, lui permettant de soulever plusieurs tonnes. Elle peut voler et atteindre la vitesse du son. Sa vision perçoit différents spectres, comme l'infrarouge et l'ultraviolet.